# Zwingenstein von Saleck

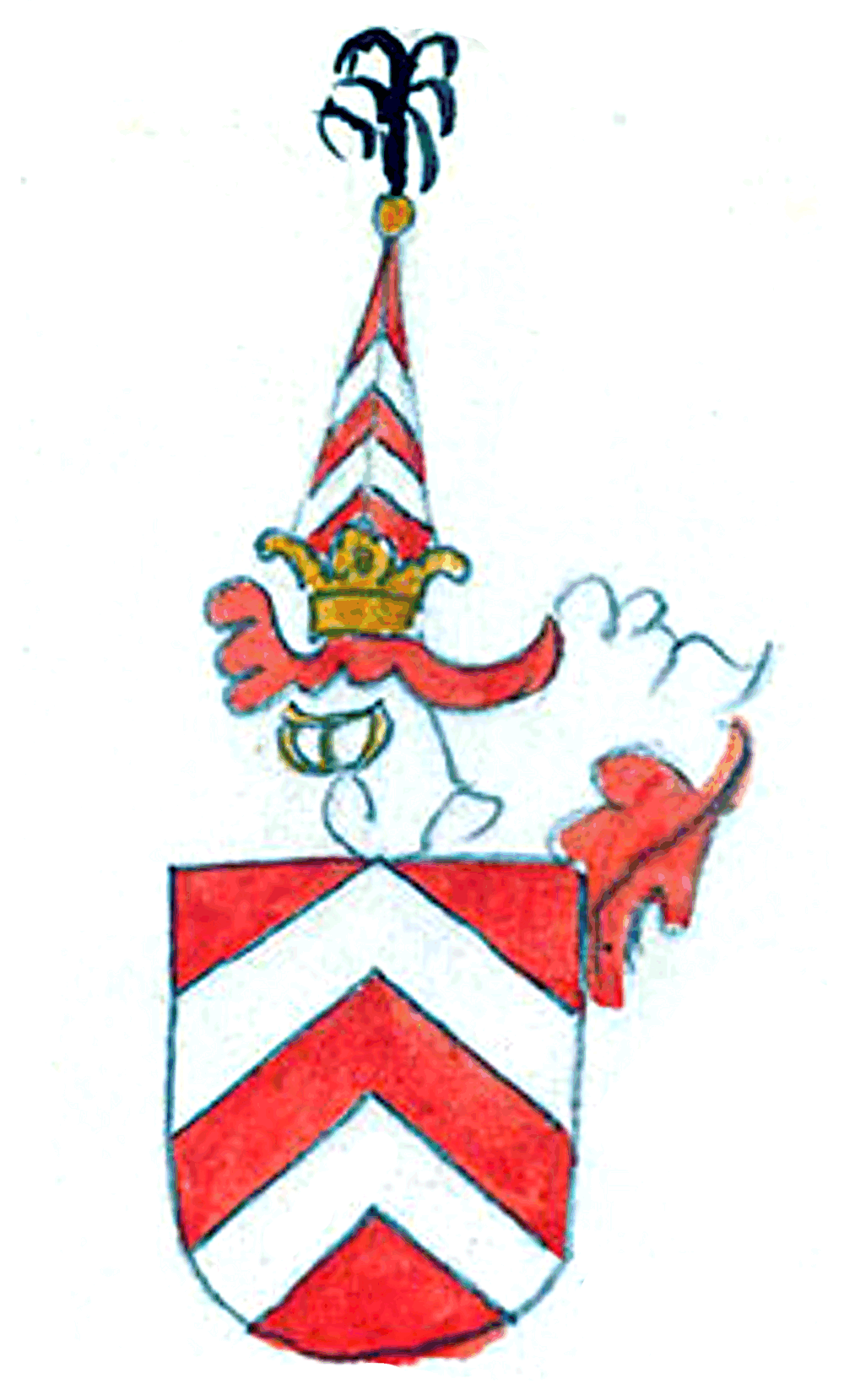
Wappen derer von Zwingenstein

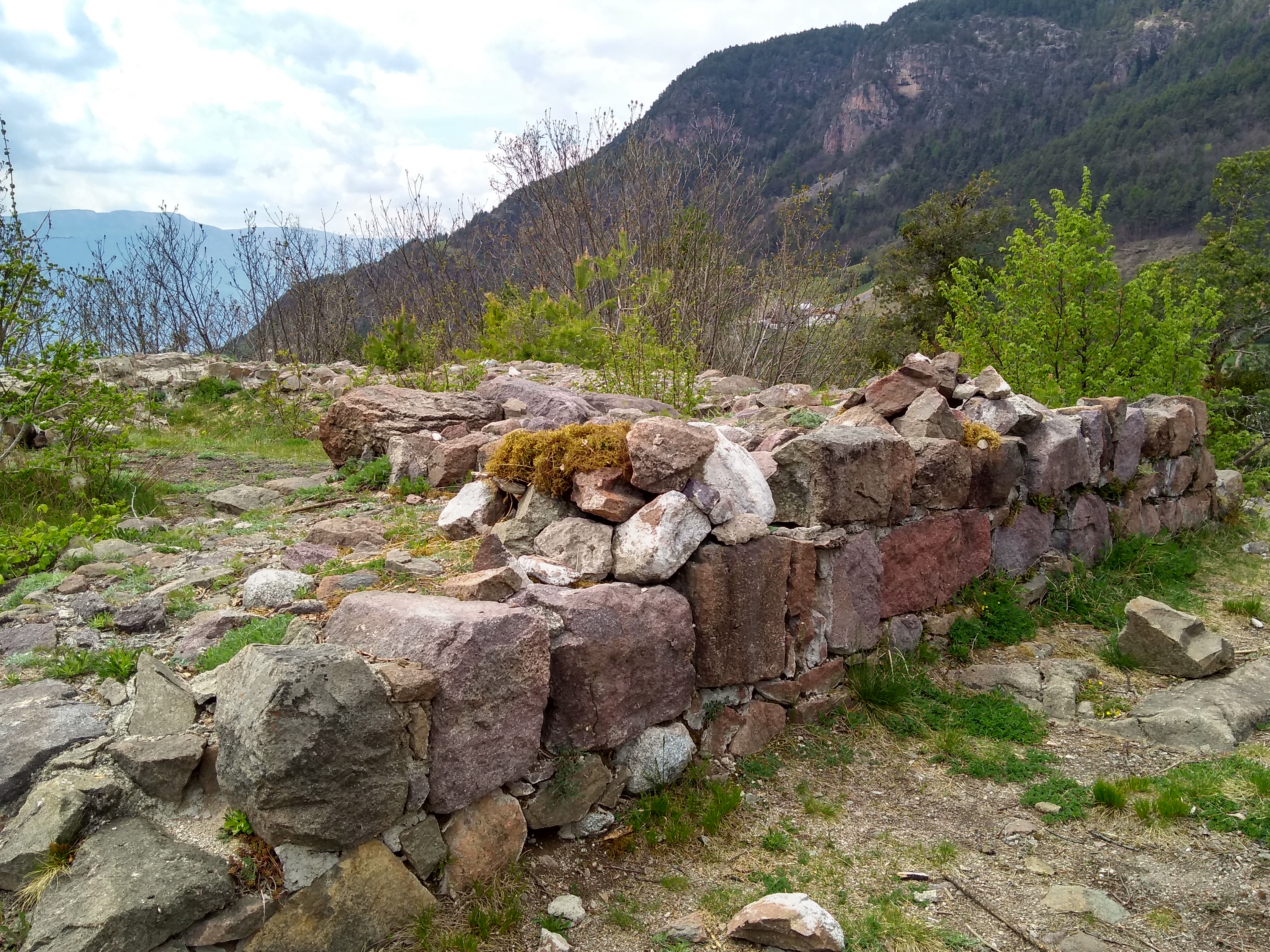
Burgruine Zwingenstein

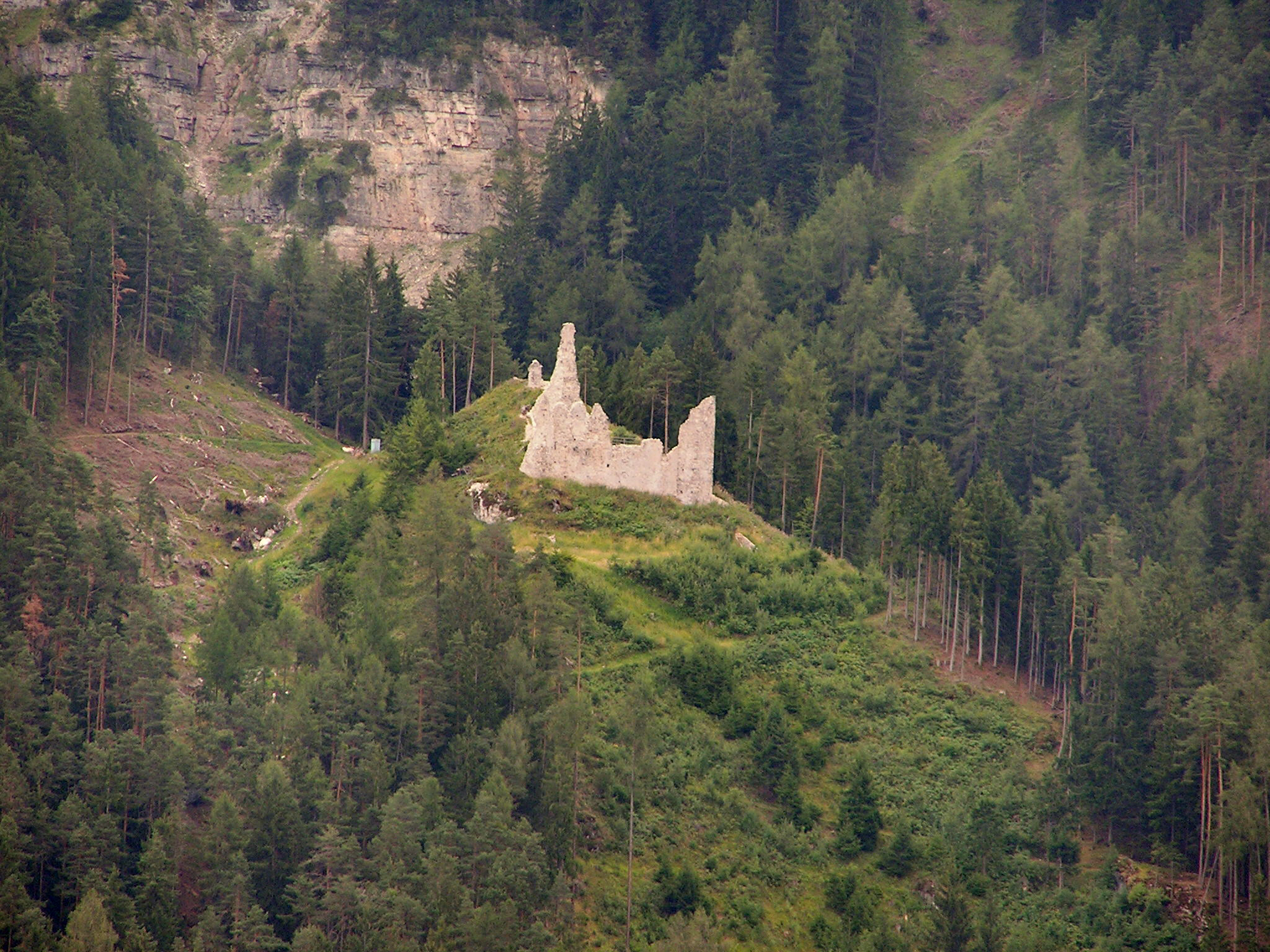
Burgruine Salegg

Zwingenstein von Saleck war der Name eines tirolischen Adelsgeschlechts.

## Geschichte
Namensgebender Stammsitz war die Burg Zwingenstein auf dem Ritten, mit welchem das Geschlecht als Ministerialen des Hochstifts Trient belehnt wurde. Nachdem die Zwingenstein 1274 an der Seite Bischof Heinrichs von Trient gegen Meinhard II. in den Krieg gezogen waren, ließ der Tiroler Landesherr die Stammburg belagern und zerstören. In den Quellen herrscht Uneinigkeit, ob Burg Zwingenstein anschließend wiederaufgebaut wurde.
Die Stammreihe beginnt mit Erhard I. von Zwingenstein. Seine Söhne waren Erhard II., Jakob, Hans und Nikolaus von Zwingenstein, der 1258 als dominus Nicolaus de Twingenstain ersturkundlich genannt wird. 1275 erscheint der spätere Stadthauptmann von Trient Erhard II. von Zwingenstein bei der Gründung des Klosters Stams als Zeuge. Wilhelm von Zwingenstein schenkte 1397 dem Deutschen Orden in Schlanders die Kirche St. Moritz in der Pfarre Laas. Sein Bruder Erasmus von Zwingenstein war 1387 in Kastelruth ansässig. Dessen Söhne Stephan, Ritter des Deutschen Ordens, und Hans und Leopold von Zwingenstein wurden 1406 Mitglieder des Elefantenbundes. Leopold von Zwingenstein wohnte auf Burg Salegg bei Kastelruth und Hans von Zwingenstein auf dem brixnerischen Küchenmaierhof von Völs, vermutlich identisch mit dem Ansitz Zimmerlehen in Völs. Des letzteren Sohn Hans von Zwingenstein († 1442) fungierte als Schlosshauptmann von Säben, der im Brixener Dom beigesetzt wurde. Den Küchenmaierhof erbte sein Sohn, der 1483/84 als Landrichter von Gries und Bozen bezeugte Christoph von Zwingenstein.  1473 wurde letzterer mit dem Schloss und Burgfrieden von Salegg belehnt und 1474 in die tirolerische Adelsmatrikel eingetragen. Von seinen Söhnen nahm Georg von Zwingenstein 1487 in der Schlacht von Calliano gegen die Venezianer teil und starb schwer verwundet in Trient, wo er in der Kirche St. Peter beigesetzt wurde. Hans Grafinger kaufte 1522 von Hans von Zwingenstein, Pfleger von Schlossberg, die Burg Salegg. Dessen  einziger Sohn Felix von Zwingenstein wirkte 1536 als Pfleger von Sigmundsburg bei Nassereith. 1537 belehnte ihn Kaiser Ferdinand I. mit Schloss Neuberg. Mit ihm ist das Geschlecht im Mannesstamm erloschen. Das erledigte Wappen fiel durch Erbschaft an die Herren von Hammersbach.

## Wappen
Das Wappen zeigt in Rot zwei silberne Sparren. Auf dem Helm mit rot-silbernen Helmdecken ein wie der Schild bezeichneter hoher Hut, am goldenen Knopf mit fünf Hahnenfedern besteckt.

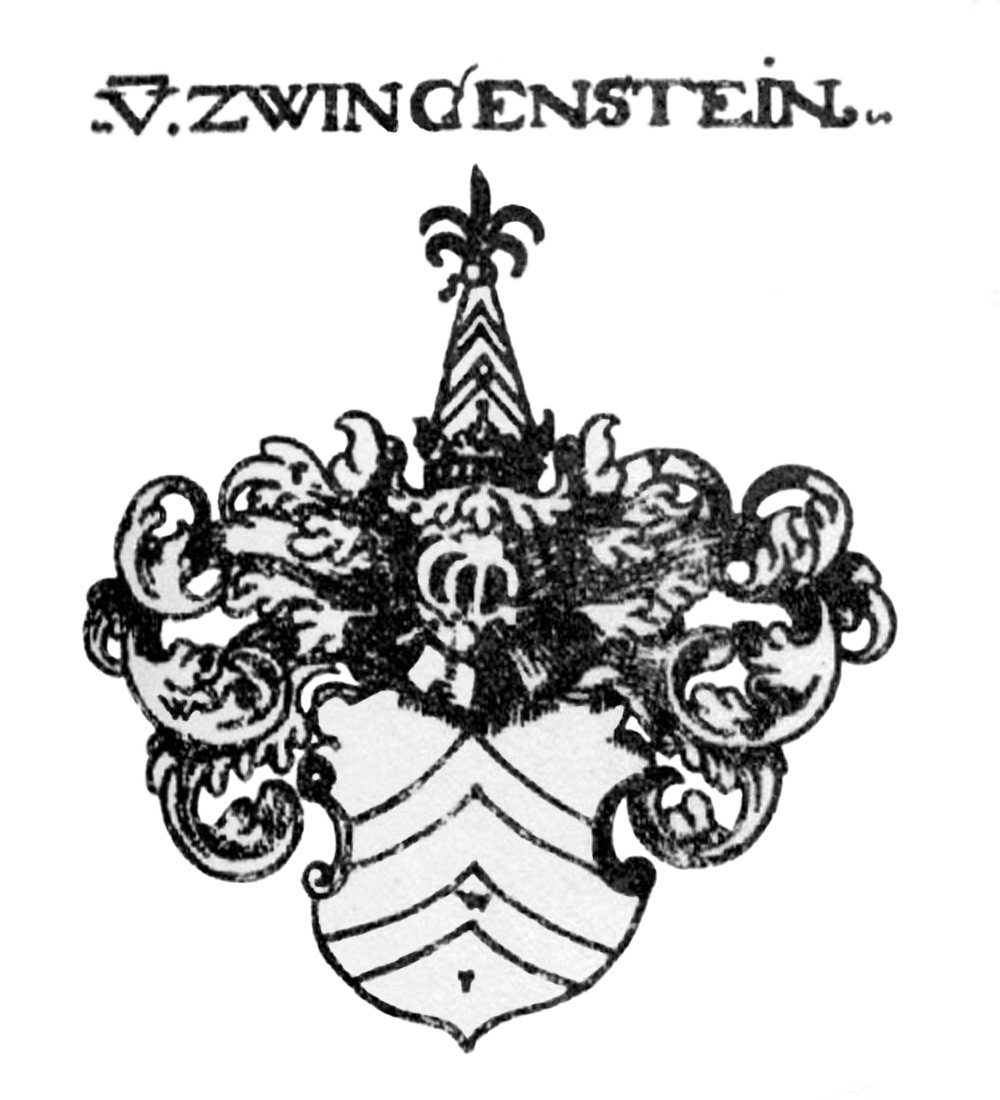
Wappen derer von Zwingenstein
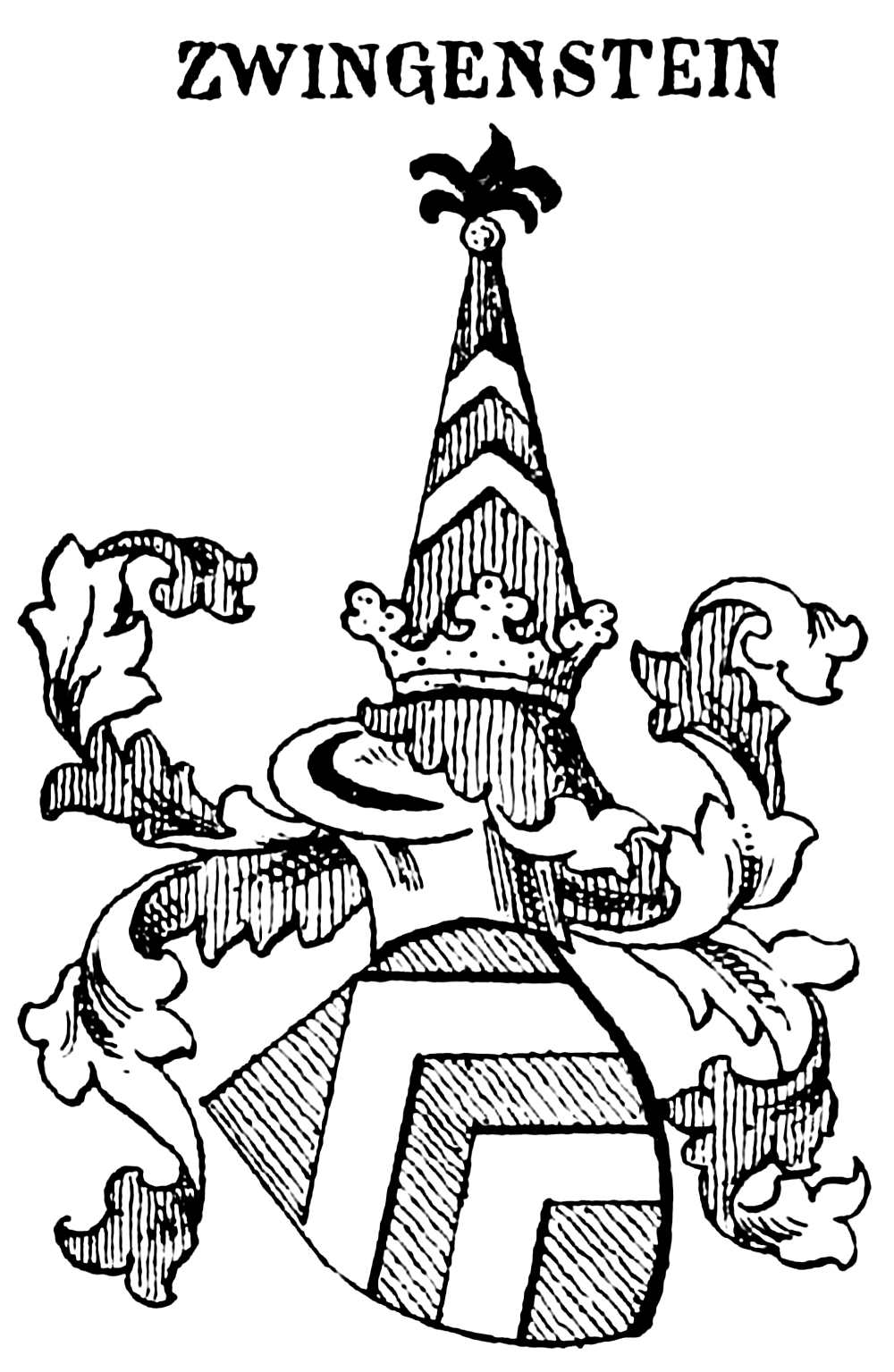
Wappen in Siebmachers Wappenbüchern
Wappen der Gemeinde Ritten

## Genealogie
1. Erhard I. von Zwingenstein, ⚭ Mazza
  1. Erhard II. von Zwingenstein, Stadthauptmann von Trient, ⚭ Bellassida von Caldesio
    1. Hans II. von Zwingenstein, ⚭ Agatha von Greifenstein
      1. Erasmus von Zwingenstein, ⚭ Dorothea Pranger von Völs
        1. Stephan von Zwingenstein, Ritter des Deutschen Ordens
        2. Hans III. von Zwingenstein, 1406 Mitglied des Elefantenbundes, ⚭ Justina von Saleck
          1. Hans IV. von Zwingenstein († 1442), Schlosshauptmann von Säben
            1. Christoph I. von Zwingenstein, Landrichter von Gries und Bozen, ⚭ Anna von Schwangau
              1. Christoph II. von Zwingenstein († 1519), ⚭ Katharina Römer von Maretsch
                1. Barbara von Zwingenstein

              2. Georg von Zwingenstein († 1487), Soldat
              3. Hans V. von Zwingenstein, Soldat, Pfleger von Schlossberg, ⚭ Anna von Hammersbach
                1. Felix von Zwingenstein, 1536 Pfleger von Sigmundsburg, ⚭ Magdalena Santner

        3. Leopold von Zwingenstein, 1406 Mitglied des Elefantenbundes

      2. Kosmas von Zwingenstein
      3. Wilhelm von Zwingenstein
      4. Georg von Zwingenstein

    2. Erhard III. von Zwingenstein

  2. Nikolaus von Zwingenstein
  3. Jakob von Zwingenstein
  4. Hans I. von Zwingenstein